# Burnout (Tedua)
Burnout è un singolo del rapper italiano Tedua, pubblicato il 2 febbraio 2018 come secondo estratto dal secondo album in studio Mowgli.

## Video musicale
Il videoclip, diretto da Federico Merlo, è stato pubblicato il 6 febbraio 2018 attraverso il canale YouTube del rapper.

## Tracce
1. Burnout – 2:58

## Classifiche
| Classifica (2018) | Posizione massima |
| ----------------- | ----------------- |
| Italia            | 17                |